# José María Zárraga
José María Zárraga Martín (Getxo, 15 agosto 1930 – Madrid, 3 aprile 2012) è stato un calciatore spagnolo, di ruolo centrocampista.

## Caratteristiche tecniche
Zárraga era un centrocampista destro veloce e forte fisicamente. Abile sia con il destro che con il sinistro, in campo spiccava per il suo carattere forte. Fu accusato più volte di essere eccessivamente aggressivo, ma in tutta la sua carriera non venne mai espulso.

## Carriera

### Club
Inizia a giocare nella squadra della sua scuola: Los Escolapios. Poi passa all'Acción Católica de Las Arenas.
A 18 anni gioca con l'Universidad de Deusto e nel 1948 passa all'Arenas Club de Getxo, la squadra più importante della sua città che aveva vinto la Coppa del Re nel 1919.
A centrocampo fa coppia con Toledo, un talentuoso centrocampista sinistro. Il Real Madrid invia l'osservatore Ángel Rodríguez per visionare quest'ultimo ma rimane più colpito da Zárraga, che gioca sulla destra.
Così Zárraga firma il suo primo contratto con il Real Madrid il 10 agosto 1949, cinque giorni prima di compiere 19 anni.
Zárraga gioca per tre stagioni con il Plus Ultra, oggi Real Madrid Castilla, ma già dalla prima stagione l'allenatore britannico Michael Keeping lo convoca per disputare con la prima squadra alcune amichevoli.
Nel 1951 viene promosso ufficialmente in prima squadra. La concorrenza a centrocampo però è enorme: Muñoz, Montalvo, Narro, Luciano e Soto si contendono due posti in campo, per questo motivo Zárraga nelle prime giornate di campionato non viene mai convocato.
L'allenatore uruguaiano Héctor Scarone lo fa giocare in un'amichevole contro l'Olympique Gymnaste Club de Nice Côte d'Azur e la domenica successiva lo fa esordire in campionato a Valencia.
La sua partita non è molto positiva perché non viene schierato nel suo ruolo, quindi parla con Scarone e preferisce restare in panchina aspettando un'occasione di giocare nel suo vero ruolo.
L'opportunità arriva nel Clásico vinto per 5-1 contro il Barcellona, quando Montalvo si infortuna e Zárraga entra al suo posto. Quindici giorni dopo, essendo infortunato Narro, Montalvo gioca a sinistra e Zárraga a destra. Da questo momento, per undici stagioni, gioca come titolare e conquista sei campionati e due secondi posti. Nel 1954 si infortuna gravemente contro il Málaga ma l'infortunio non gli impedisce di giocare e vincere la sua prima Coppa Latina.
Nella stagione successiva il Real Madrid vince la Coppa dei Campioni e ne vince altre quattro di fila nelle stagioni seguenti.
Nella finale di Glasgow della quinta Coppa dei Campioni, quella del 1960, è il capitano della squadra e alza il trofeo dopo aver sconfitto per 7-3 l'Eintracht Francoforte.
Si ritira al termine della stagione 1961-1962 durante la quale vince la Coppa del Re e il campionato.

### Nazionale
Con la nazionale spagnola conta otto presenze e nessun gol. Esordì il 18 maggio 1955 a Madrid contro l'Inghilterra, in un'amichevole che terminò 1-1. Giocò la sua ultima partita il 15 ottobre 1958 contro l'Irlanda del Nord, indossando anche la fascia da capitano della selezione iberica.

## Statistiche

### Cronologia presenze e reti in nazionale
| Cronologia completa delle presenze e delle reti in nazionale ― Spagna | Cronologia completa delle presenze e delle reti in nazionale ― Spagna | Cronologia completa delle presenze e delle reti in nazionale ― Spagna | Cronologia completa delle presenze e delle reti in nazionale ― Spagna | Cronologia completa delle presenze e delle reti in nazionale ― Spagna | Cronologia completa delle presenze e delle reti in nazionale ― Spagna | Cronologia completa delle presenze e delle reti in nazionale ― Spagna | Cronologia completa delle presenze e delle reti in nazionale ― Spagna |
| Data                                                                  | Città                                                                 | In casa                                                               | Risultato                                                             | Ospiti                                                                | Competizione                                                          | Reti                                                                  | Note                                                                  |
| --------------------------------------------------------------------- | --------------------------------------------------------------------- | --------------------------------------------------------------------- | --------------------------------------------------------------------- | --------------------------------------------------------------------- | --------------------------------------------------------------------- | --------------------------------------------------------------------- | --------------------------------------------------------------------- |
| 18-5-1955                                                             | Madrid                                                                | Spagna                                                                | 1 – 1                                                                 | Inghilterra                                                           | Amichevole                                                            | -                                                                     |                                                                       |
| 31-3-1957                                                             | Bruxelles                                                             | Belgio                                                                | 0 – 5                                                                 | Spagna                                                                | Amichevole                                                            | -                                                                     |                                                                       |
| 8-5-1957                                                              | Glasgow                                                               | Scozia                                                                | 4 – 2                                                                 | Spagna                                                                | Qual. Mondiali 1958                                                   | -                                                                     |                                                                       |
| 6-11-1957                                                             | Madrid                                                                | Spagna                                                                | 3 – 0                                                                 | Turchia                                                               | Amichevole                                                            | -                                                                     |                                                                       |
| 24-11-1957                                                            | Losanna                                                               | Svizzera                                                              | 1 – 4                                                                 | Spagna                                                                | Qual. Mondiali 1958                                                   | -                                                                     |                                                                       |
| 13-3-1958                                                             | Parigi                                                                | Francia                                                               | 2 – 2                                                                 | Spagna                                                                | Amichevole                                                            | -                                                                     |                                                                       |
| 13-4-1958                                                             | Madrid                                                                | Spagna                                                                | 1 – 0                                                                 | Portogallo                                                            | Amichevole                                                            | -                                                                     |                                                                       |
| 15-10-1958                                                            | Madrid                                                                | Spagna                                                                | 6 – 2                                                                 | Irlanda del Nord                                                      | Amichevole                                                            | -                                                                     | cap.                                                                  |
| Totale                                                                |                                                                       | Presenze                                                              | 8                                                                     |                                                                       | Reti                                                                  | 0                                                                     |                                                                       |

## Palmarès

### Competizioni nazionali
- Campionato spagnolo: 6

Real Madrid: 1953-1954, 1954-1955, 1956-1957, 1957-1958, 1958-1959, 1959-1960
- Coppa di Spagna: 1

Real Madrid: 1961-1962

### Competizioni internazionali
- Coppa Latina: 2

Real Madrid: 1955, 1957
- Coppa dei Campioni: 5

Real Madrid: 1955-1956, 1956-1957, 1957-1958, 1958-1959, 1959-1960
- Coppa Intercontinentale: 1

Real Madrid: 1960